# Radar d'approche de précision
Pour les articles homonymes, voir radar (homonymie).

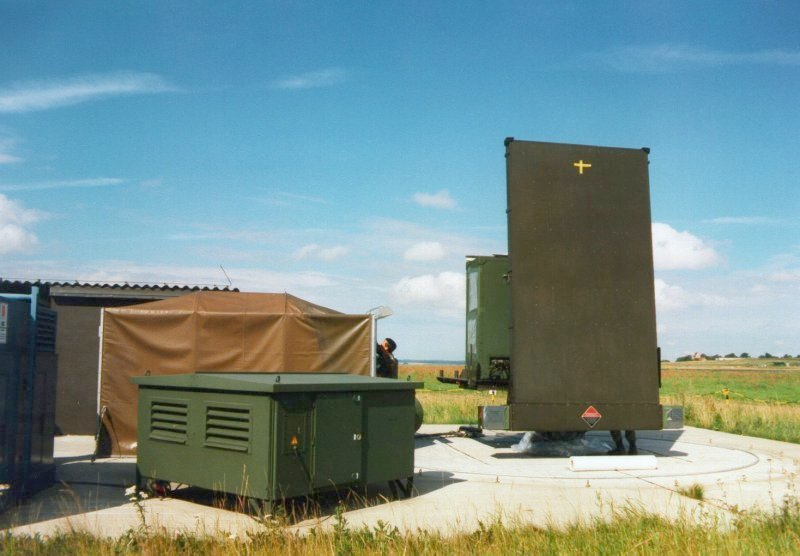
Radar militaire d'approche de précision PAR-80

Un radar d'approche de précision ou PAR (acronyme anglais de Precision Approach Radar) est un radar permettant de suivre la trajectoire d'approche finale d'un avion à l’atterrissage. Lors d'une procédure GCA (Ground-controlled approach (en)), le contrôleur l'utilise pour évaluer les écarts horizontaux et verticaux de l'avion par rapport à sa trajectoire nominale et donner au pilote par radio des instructions pour effectuer les corrections nécessaires. Couplé à un radar de surveillance, c'est alors un radar de surveillance et d'approche ou SPAR (Surveillance and Precision Approach Radar).

## Historique
Le radar d'approche de précision a été développé pendant la Seconde Guerre mondiale à l'intention des pilotes revenant après une mission dans de mauvaises conditions météorologiques. Après la guerre, le PAR a aussi été utilisé dans le domaine de l'aviation civile mais à partir des années 1960, il a été supplanté par le système d’atterrissage aux instruments (ILS) avec lequel l'avion est autonome. Les PAR sont maintenant surtout employés aux aérodromes militaires et sur les théâtres d'opération militaires, en particulier sur les porte-avions où les mouvements du navire rendent les ILS difficiles d'usage et dont les émissions radioélectriques peuvent être détectés par un ennemi éventuel.

## Opération

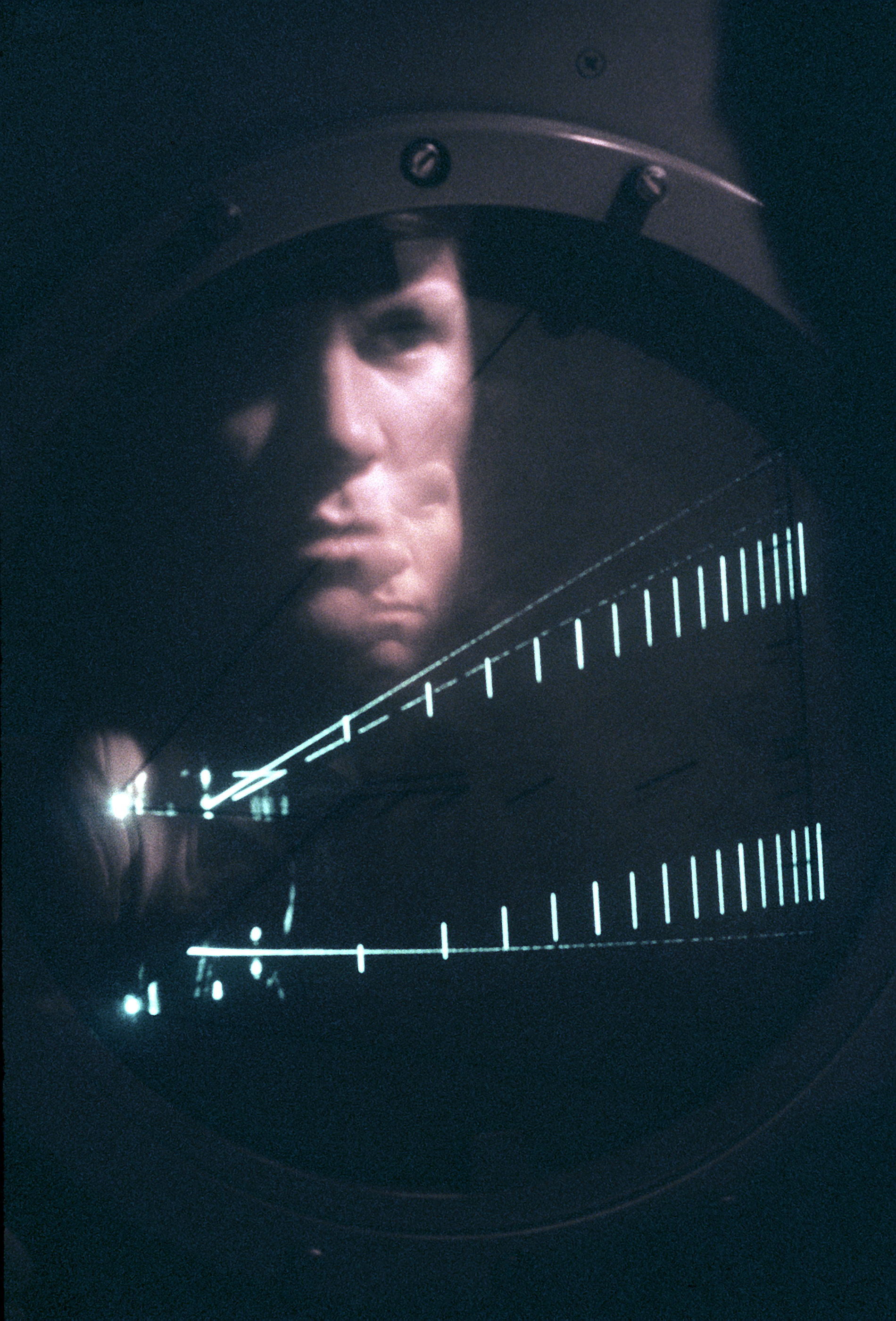
Réflexion du visage d'un contrôleur aérien militaire sur l'affichage radar de type Beta d'un RAP (1980)

Il s'agit d'un radar primaire de courte portée pointé dans la direction de la piste d’atterrissage, effectuant un balayage vertical et azimutal limité. L'antenne peut être une parabole conventionnelle montée sur deux axes ou une antenne réseau à commande de phase qui effectue plus rapidement un balayage électronique. Son rayon d'action est généralement de 15 NM et son secteur d'approche se situe à 10° de part et d'autre de la piste.
Alternativement, le PAR peut être un radar secondaire utilisant les réponses du mode 3/A du transpondeur de l'avion pour le guider par triangulation par multilatération ou trilatération avec des antennes supplémentaires le long de la piste d’atterrissage.
Quel que soit le système, la position verticale et latérale de l'avion est affiché sur un écran de type Beta, la ligne supérieure donnant l'approche verticale et la ligne inférieure l'approche horizontale. Un marqueur indique le point de toucher des roues souhaité sur la piste et souvent ces lignes sont incurvées vers le centre de l'écran pour indiquer cette position. L'avion produit un blip qui sera également affiché sur l'écran en superposition respectivement sur chacune des deux lignes. La déviation par rapport à l'axe de l'approche pour l'atterrissage peut être ainsi aisément détectée et relayée au pilote.